# Пост механической централизации
Пост механической централизации — помещение на железнодорожной станции, в котором располагается комплекс технических средств для управления движением поездов и маневровых единиц на станциях и сортировочных горках, обеспечивающих функционирование сигналов (светофоров), стрелок, их взаимозависимость, установку и замыкание маршрутов, контроль следования поездов по маршрутам, размыкание маршрутов.
При наличии межстанционной блокировки пост централизации мог совмещаться с распорядительным постом, который координирует движение поездов с соседними раздельными пунктами.

## История

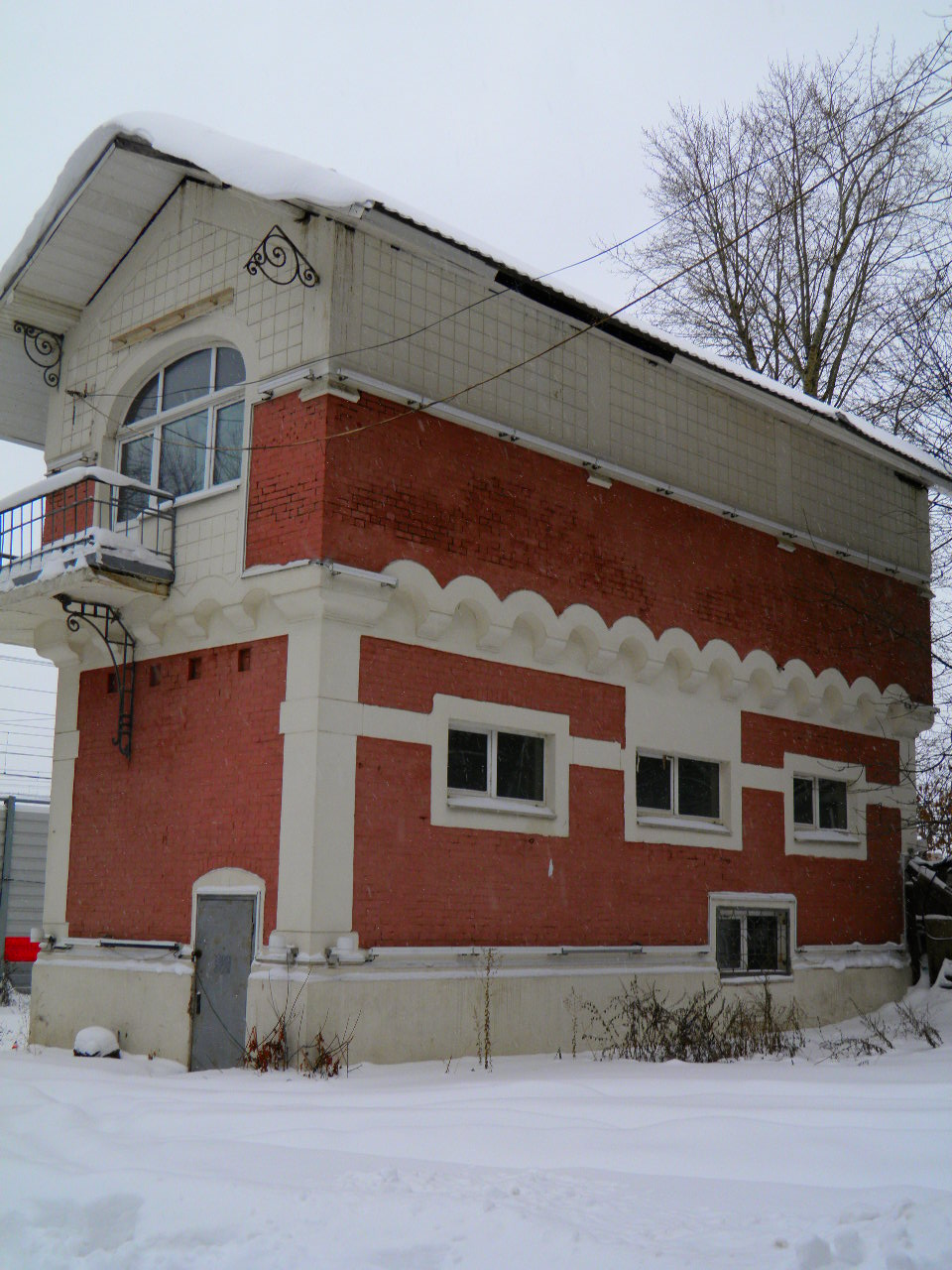
Пункт централизации на станции Лихоборы.

Идея собрать в одном месте функции стрелочников появилась в связи с усложнением железнодорожной инфраструктуры – увеличением количества и удлиннением путей на станциях. В 1869 году первые пункты появились на девяти станциях Николаевской железной дороги, оборудование было закуплено в Англии. В 1880-е годы инженер Яков Гордеенко разработал систему механической централизации, которая управляла стрелками при помощи жёстких, а затем и гибких металлических тяг на расстоянии до 500, а сигналами – до 800 метров. Гордеенко же ввёл расположение управляющих аппаратов в двухэтажных башенных постах, где находился дежурный по станции, имелись большие окна для наблюдения за положением стрелок и балкон, опоясывающий здание с трёх сторон. По торцам располагались широкие окна для того, чтобы вовремя заметить по столбу пара и дыма, вырывающегося из паровозной трубы, приближающийся поезд.
Аппарат управления стрелками представлял собой набор рычагов со шкивами, от каждого из которых уходил стальной трос, соединённый со стрелкой. Аппарат управления имел устройства для защиты от ошибок оператора.
К концу 1950-х годов для системы механических тяг начали заменять на пневматические и электрические.
Единственный сохранившийся экземпляр аппарата Гордеенко хранится в Центральном музее железнодорожного транспорта в Петербурге. Работа аппарата в двухэтажном здании поста централизации показана в художественном фильме «Честь» 1938 года выпуска, где злоумышленник пробирается в здание и путём перевода стрелок пытается устроить аварию.